# Tôn hiệu
Tôn hiệu (giản thể: 尊号; phồn thể: 尊號) là danh hiệu "tôn kính" cho những người được "tôn quý", phổ biến nhất là ở những vị Thái thượng hoàng, Thái thượng vương hay Hoàng thái hậu. Tôn hiệu đôi khi được đồng nhất với Thụy hiệu, trong trường hợp Tôn hiệu được đặt cho người đã khuất.

## Tôn hiệu của Hoàng đế
Tại Việt Nam, từ thời nhà Đinh, khi ngôi Hoàng đế, quần thần sẽ dâng lên tôn hiệu để gọi vị vua đó. Vị vua cuối cùng sử dụng tôn hiệu khi còn sống có thể là Trần Thuận Tông hoặc Lê Thái Tổ. Danh sách được liệt kê ra sau đây:
1. Đinh Tiên Hoàng: Đại Thắng Minh hoàng đế (大勝明皇帝).
2. Lê Đại Hành: Minh Càn Ứng Vận Thần Vũ Thăng Bình Chí Nhân Quảng Hiếu hoàng đế (明乾應運神武昇平至仁廣孝皇帝).
3. Lê Ngọa Triều: Khai Thiên Ứng Vận Thánh Vân Thấn Vũ Tắc Thiên Sùng Đạo Đại Thắng Minh Quang Hiếu hoàng đế (開天應運聖文神武則天崇道大勝明光孝皇帝).
4. Lý Thái Tổ: Phụng Thiên Chí Lý Ứng Vận Tự Tại Thánh Minh Long Hiện Duệ Văn Anh Vũ Sùng Nhân Quảng Hiếu Thiên Hạ Thái Bình Khâm Minh Quảng Trạch Chương Chiêu Vạn Bang Hiển Ứng Phù Cảm Uy Chấn Phiên Man Duệ Mưu Thần Trợ Thánh Trị Tắc Thiên Đạo Chính hoàng đế (奉天至理應運自在聖明龍見睿文英武崇仁廣孝天下太平欽明光宅章昭萬邦顯應符感威震藩蠻睿謀神功聖治則天道政皇).
5. Lý Thái Tông: Khai Thiên Thống Vận Tôn Đạo Quý Đức Thánh Văn Quảng Vũ Sùng Nhân Thượng Thiện Chính Lý Dân An Thần Phù Long Hiện Thể Nguyên Ngự Cực Ức Tuế Công Cao Ứng Chân Bảo Lịch Thông Huyền Chí Áo Hưng Long Đại Địch Thông Minh Từ Hiếu hoàng đế (開天統運尊道貴德聖文廣武崇仁尚善政理民安神符龍見體元禦極億歲功高應真寶歷通玄至奧興龍大定聰明慈孝皇帝). Năm 1039 tăng thêm 8 chữ: Kim Dũng Ngân Sinh, Nùng Bình Phiên Phục (金湧銀生儂平藩伏). Năm 1044 tăng thêm 8 chữ: Thánh Đức Thiên Cảm Tuyên Uy Thánh Vũ (聖德天感宣威聖武).
6. Lý Thánh Tông: Pháp Thiên Ứng Vận Sùng Nhân Chí Đức Anh Văn Duệ Vũ Khánh Cảm Long Tường Hiếu Đạo Thánh Thần hoàng đế (法天應運崇仁至德英文睿武慶感龍祥孝道聖神皇帝)
7. Lý Nhân Tông: Hiến Thiên Thể Đạo Thánh Văn Thần Vũ Sùng Nhân Ý Nghĩa Thuần Thành Minh Hiếu hoàng đế (憲天體道聖文神武崇仁懿義純誠眀孝皇帝). Năm 1120 tăng thêm một số chữ. Năm 1127 tăng thêm 4 chữ: Khoan Từ Thánh Thọ (寬慈聖壽).
8. Lý Thần Tông: Thuận Thiên Quảng Vận Khâm Minh Nhân Hiếu hoàng đế (順天廣運欽明仁孝皇帝). Năm 1134, đổi thành Thuận Thiên Duệ Vũ Tường Linh Cảm Ứng Khoan Nhân Quảng Hiếu hoàng đế (順天睿武祥靈感應寬仁廣孝皇帝).
9. Lý Anh Tông: Thể Thiên Thuận Đạo Duệ Văn Thần Vũ Thuần Nhân Hiển Nghĩa Huy Mưu Thánh Trí Ngự Dân Dục Vật Quần Linh Phi Ứng Đại Minh Chí Hiếu hoàng đế (體天順道睿文神武純仁顯義徽謀聖智御民育物群靈丕應大眀至孝皇帝)
10. Lý Cao Tông: Ứng Thiên Ngự Cực Hoành Văn Hiến Vũ Linh Thiệu Chiếu Phù Chương Đạo Chí Nhân Ái Dân Lý Vật Duệ Mưu Thần Trí Hóa Cảm Chính Thuần Phu Huệ Kỳ Từ Tuy Du Kiến Mỹ Công Toàn Nghiệp Thịnh Long Kiến Thần Cư Thánh Minh Quang Hiếu hoàng đế (應乾御極宏文憲武靈瑞昭符彰道至仁愛民理物睿謀神智化感政醇敷惠示慈綏猷建美功全業盛龍見神居聖眀光孝皇帝). Năm 1202, tăng thêm một số chữ.
11. Lý Huệ Tông: Tư Thiên Thống Ngự Khâm Nhân Hoành Hiếu hoàng đế (資天統御欽仁宏孝皇帝).
12. Lý Chiêu Hoàng: Chiêu Hoàng (昭皇).
13. Trần Thái Tông: Khải Thiên Lập Cực Chí Nhân Chương Hiếu hoàng đế (啓天立極至仁彰孝皇帝). Năm 1237, đổi thành Thống Thiên Ngự Cực Long Công Hậu Đức Hiền Công Hựu Thuận Thánh Văn Thần Vũ Hiếu Nguyên hoàng đế (綂天御極隆功厚德顯功佑順聖文神武孝元皇帝).
14. Trần Thánh Tông:  Hiến Thiên Thể Đạo Đại Minh Quang Hiếu hoàng đế (憲天體道大明光孝皇帝).
15. Trần Nhân Tông: Pháp Thiên Ngực Cực Anh Liệt Vũ Thánh Minh Nhân hoàng đế (法天御極英烈武聖明仁皇帝).
16. Trần Anh Tông: Ứng Thiên Quảng Vận Nhân Minh Thánh Hiếu hoàng đế (應天廣運仁明聖孝皇帝).
17. Trần Minh Tông: Thể Thiên Sùng Hóa Khâm Minh Duệ Hiếu hoàng đế(體天崇化欽明睿孝皇帝).
18. Trần Hiến Tông: Thể Nguyên Ngự Cực Duệ Thánh Chí Hiếu hoàng đế (體元御極睿聖至孝皇帝).
19. Trần Dụ Tông: Thống Thiên Thể Đạo Nhân Minh Quang Hiếu hoàng đế (統天體道仁明光孝皇帝).
20. Trần Nghệ Tông: Thể Thiên Kiến Cực Thuần Hiếu hoàng đế (體天建極純孝皇帝).
21. Trần Duệ Tông: Kế Thiên Ứng Vận Nhân Minh Khâm hoàng đế (繼天應運仁明欽寕皇帝).
22. Trần Phế Đế: Hiến Thiên Thể Đạo Khâm Minh Nhân Hiếu hoàng đế (憲天體道欽明仁孝皇帝).
23. Lê Ngã: Thiên Thượng hoàng đế (天上皇帝).
24. Lê Thái Tổ: Thuận Thiên Thừa Vận Duệ Văn Anh Vũ đại vương (順天承運睿文英武大王).
25. Nguyễn Nhạc: Minh Đức hoàng đế (明德皇帝)

## Tôn hiệu chính thức
Tôn hiệu chính thức đa phần do các triều thần suy tôn hoặc do hậu thế truy tặng cho những vị quân chủ hoặc tổ tiên đời trước, nó thường rất dài và nhiều mỹ từ, chính vì rất dài và khó nhớ, nên thường tôn hiệu chính thức ít phổ biến và thường được rút gọn lại 3 hoặc 4 chữ. Ví dụ:
- Thái Thượng Chí Đạo Thánh Hoàng Thiên Đế (太上至道圣皇天帝) là tôn hiệu của Đường Huyền Tông sau khi thoái vị. Sau khi mất, vị Thái thượng hoàng này còn được Đường Túc Tông truy tặng thêm tôn hiệu nữa là Quang Thiên Văn Vũ Đại Thánh Hiếu Cảm Hoàng Đế (光天文武大圣孝感皇帝). Đến đời nhà Thanh, Đường Huyền Tông lại có thêm một tôn hiệu khác là Khai Nguyên Thánh Văn Thần Vũ Hoàng Đế (开元圣文神武皇帝). Bởi vua Thánh Tổ nhà Thanh có tên huý là Huyền Diệp nên các sử gia nhà Thanh đều gọi ông là Đường Minh Hoàng mà bỏ qua miếu hiệu Huyền Tông vậy.
- Pháp Thiên Long Vận Chí Thành Tiên Giác Thể Nguyên Lập Cực Phu Văn Phấn Vũ Khâm Minh Hiếu Từ Thần Thánh Thuần hoàng đế (法天隆運至誠先覺體元立極敷文奮武欽明孝慈神聖純皇帝) là tôn hiệu của Càn Long
- Hiếu Kính Thục Thánh Trang Thuần Nguyên Hóa Ý Liệt Trinh Mục Nhân Hiển Vương hậu (孝敬淑聖莊純元化懿烈貞穆仁顯王后) là tôn hiệu của Nhân Hiển Vương hậu

Tại Việt Nam thời nhà Trần, các vua nhường ngôi cho con về làm Thái Thượng Hoàng, thường được đặt tôn hiệu có tên của vua Nghiêu, với ngụ ý truyền thuyết vua Nghiêu nhường ngôi cho vua Thuấn là người tài. Cách đặt này ngoài ngụ ý so sánh Thái Thượng hoàng như vua Nghiêu, còn so sánh vua kế vị như vua Thuấn.
1. Trần Thái Tông, khi làm Thái thượng hoàng có tôn hiệu Hiển Nghiêu Thánh Thọ Thái thượng hoàng đế.
2. Trần Thánh Tông, khi làm Thái thượng hoàng có tôn hiệu Quang Nghiêu Từ hiếu Thái thượng hoàng đế.
3. Trần Nhân Tông, khi làm Thái thượng hoàng có tôn hiệu Hiến Nghiêu Quang Thánh Thái thượng hoàng đế.
4. Trần Anh Tông, khi làm Thái thượng hoàng có tôn hiệu Quảng Nghiêu Duệ Vũ Thái thượng hoàng đế.
5. Trần Minh Tông, khi làm Thái thượng hoàng có tôn hiệu Chương Nghiêu Văn Chiết Thái thượng hoàng đế.

## Tôn hiệu không chính thức
Tôn hiệu không chính thức, dĩ nhiên là được đặt ra một cách không chính thức bởi các sử gia, thường rất ngắn gọn (thường chỉ 2 chữ) và chỉ ra đặc điểm của vị quân chủ đó (Tiên chủ, Hậu chủ, Phế đế, Mạt đế...). Thường các sử gia dùng tôn hiệu không chính thức cho những Triều đại ngắn ngủi hoặc những vị quân chủ thất thế, mà ở đó tôn hiệu chính thức hoặc niên hiệu, miếu hiệu đều không có hoặc ít phổ biến, như một sự tôn kính với một Triều đại.